# Pavel Anděl
Pavel Anděl (* 28. března 1966 Cheb) je český herec, hudebník, hudební publicista, televizní dramaturg a moderátor.

## Život
Maturoval na chebském gymnáziu. Po absolutoriu herectví na pražské DAMU nejprve krátce působil v Příbramském divadle, poté pět let vystupoval v ústeckém Činoherním studiu. S moderováním začínal na rádiu Evropa 2, asi tři roky působil i v TV Prima, kde pracoval na přípravě pořadu S. O. S.. Od roku 1998 do roku 2009 připravoval společně s dramaturgem Janem Kratochvílem na ČT2 svůj vlastní pořad Noc s Andělem, díky kterému získal jistou proslulost. Kromě toho zde také dramaturgicky i producentsky zajišťoval pořady Pomeranč a Musicblok. Působil i na rádiu RockZone 105,9 v pořadu Andělská dvacítka (stejnojmenný pořad, ale v audiovizuální podobě, také uváděl na televizní stanici Slušnej kanál). V současnosti se podílí na přípravě a výrobě pořadu Kde domov můj? v České televizi a na OK TV obnovil živě vysílané pořady pod názvem Andělská noc. 